# Samoëla
Samoëla Rasolofoniaina (ur. 2 kwietnia 1976) – malgaski wokalista i kompozytor, tworzący muzykę należącą do poezji miejskiej. W swoich utworach porusza problematykę społeczną w kontekście malgaskim, łącząc ze sobą elementy folku i protest song.

## Życiorys
W młodym wieku miał styczność z tradycyjną muzyką malgaską, wówczas też zainteresował się grą na gitarze i śpiewem. W 1988 r. zaczął pisać utwory muzyczne, a w 1991 r. założył zespół Samoëla.
Studiował marketing i turystykę na uczelni ISCAM. Kształcił się w zakresie teatru pod kierunkiem Christiane Ramanantsoa. 
W 1997 r. wydał swój pierwszy album pt. Mampirevy, który sprzedał się w nakładzie 35 tys. egzemplarzy. Wydawnictwo to osiągnęło największy nakład spośród albumów muzycznych na Madagaskarze.

## Dyskografia
- 1997: Mampirevy (Mars)[2]
- 1999: Manatosaka (Mars)[2]
- 2001: Efa sy Dimy (Mars)[2]
- 2005: Bandy Akama (Be Mozik!)[2]
- 2005: Efa sy Folo (Be Mozik!)[2]
- 2007: Teny an-tsehatra 2006 (Be Mozik!)[2]
- 2007: ’Ty (Be Mozik!)[2]